# Як-152
Як-152 — поршневой учебно-тренировочный самолёт (УТС) первоначальной подготовки и профессионального отбора лётчиков на ранней стадии обучения.
Входит в состав учебно-боевого комплекса Як-130 и включает в себя процедурный тренажёр, учебный компьютерный класс и средства объективного контроля.
Як-152 имеет полностью унифицированное с Як-130 информационно-управляющее поле кабины, а комплексное использование двух УТС — поршневого на начальном этапе обучения и реактивного учебно-боевого для совершенствования полученных навыков — является оптимальным сочетанием в системе подготовки курсантов ВКС.
Курсанты лётных училищ получат возможность обучиться начальной технике пилотирования, основам навигации, фигурам высшего пилотажа и групповым полётам. На самолёте можно будет отработать технику пилотирования по приборам (под шторкой), заход на посадку с использованием аэродромных посадочных систем и действия в особых случаях во время полёта. Повысить эффективность обучения позволит тренажёрный комплекс с единым программным обеспечением.
Заказчиком самолёта является Министерство обороны России.

## Разработка
История создания самолёта Як-152 началась в 1990-х годах. В это время в ОКБ Яковлева началась разработка реактивного учебно-тренировочного самолёта (УТС) Як-130. В пару к нему было предложено создать лёгкий поршневой учебный самолёт на базе Як-54. Первоначально перспективный самолёт имел обозначение Як-54М, но позднее он был переименован в Як-152.
В 2021 году проект самолёта Як-152 принял участие в конкурсе, проводимом Минобороны России на новый самолёт первоначальной лётной подготовки (в прессе были озвучены слова министра обороны, что в настоящий момент проводится конкурс на выбор нового учебного самолета, в котором принимают участие Як-152 и УТС-800). 
Первые полёты были совершены в 2004 году, но из-за сложностей с финансированием, работы продвигались медленно. Качественный рывок в налаживании производства удалось сделать только в 2006 году, когда появились инвесторы из Китая. Результатом такой кооперации стала окончательная подготовка чертежей и налаживание производственных мощностей. Это позволило развернуть собственное производство в России, но только гораздо позже, чем в Китае.
Як-152 разработан в ОКБ им. Яковлева — Инженерном центре корпорации «Иркут» в рамках опытно-конструкторских работ (ОКР) «Разработка учебно-тренировочного комплекса первоначальной лётной подготовки лётчиков на базе учебно-тренировочного самолёта первоначальной подготовки Як-152» начатой в 2014 году. Согласно документации по ОКР, её планировалось закончить в течение двух лет.

Однако программа выполнялась с отставанием от намеченных сроков почти на год — первый прототип Як-152 был выкачен на Иркутском авиазаводе 27 августа 2016 года.
Перед ОКБ стоял выбор — ставить звездообразный двигатель М-14Х мощностью 360 л. с. или же 12-цилиндровый V-образный дизельный в 500 л. с.. Руководство «Иркута» приняло решение строить опытные экземпляры в комплектации с дизельным двигателем.
В мае 2018 года в ЦАГИ завершены статические испытания лётного прототипа, были подтверждены прочностные характеристики элементов фюзеляжа, крыльев и элементов корпуса.
4 августа 2023 года в интервью прессе заместитель гендиректора ОАК по гражданской авиации, гендиректор ПАО "Яковлев" Андрей Богинский заявил что в настоящий момент в возглавляемой им компании ищут замену двигателю RED A03.
Ищем возможности: партнеров для импортозамещения немецкого двигателя, кто мог бы заняться производством двигателя. Есть несколько российских компаний, которые готовы взяться за эту работу.
Сроки назвать не могу, но работа идет, руки никто не опускает.
Лётные испытания
29 сентября 2016 года на аэродроме Иркутского авиационного завода состоялся первый полёт опытного образца Як-152; машину пилотировал лётчик-испытатель ОАО «ОКБ имени Яковлева» Василий Севастьянов. Лётные испытания самолёта планировалось завершить в марте 2017 года, после чего начнётся его серийное производство.
Первый образец неоднократно демонстрировался на салонах МАКС и МВТФ «Армия». К 2020 г. собрано три самолёта. Заводские испытания завершились после выполнения более 200 полётов и в начале 2020 года приступили к лётно-конструкторским.
В 2023 году Михаил Шмаков - директор летно-испытательного и доводочного комплекса ОКБ им. Яковлева — сообщил, что в его подразделении проходят испытания Як-152.
В конце 2023 года  государственные совместные испытания Як-152 были завершены; в ходе этих испытаний были подтверждены основные летно-технические характеристики самолёта.

## Конструкция

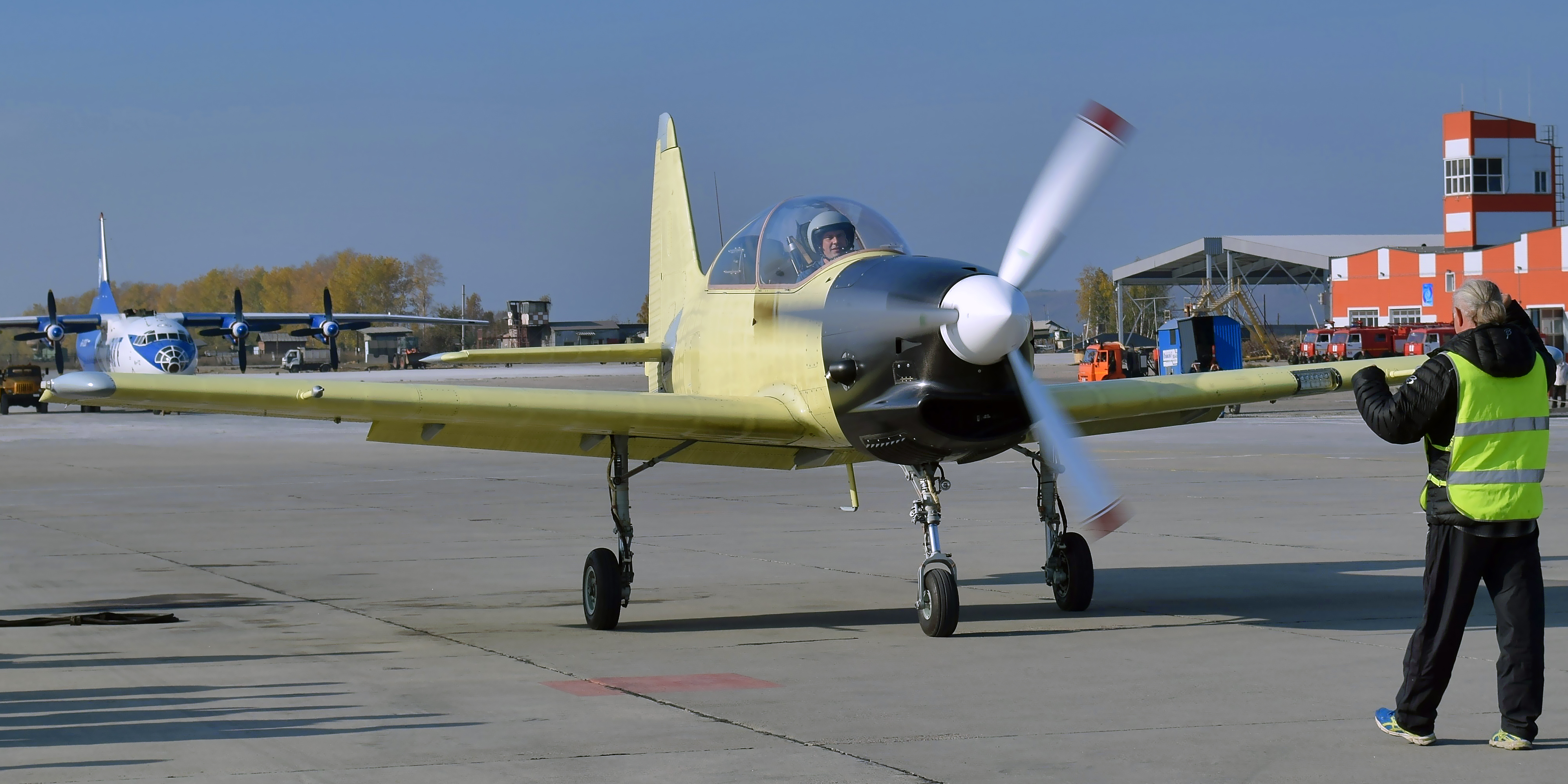
Подготовка к первому полёту самолёта Як-152

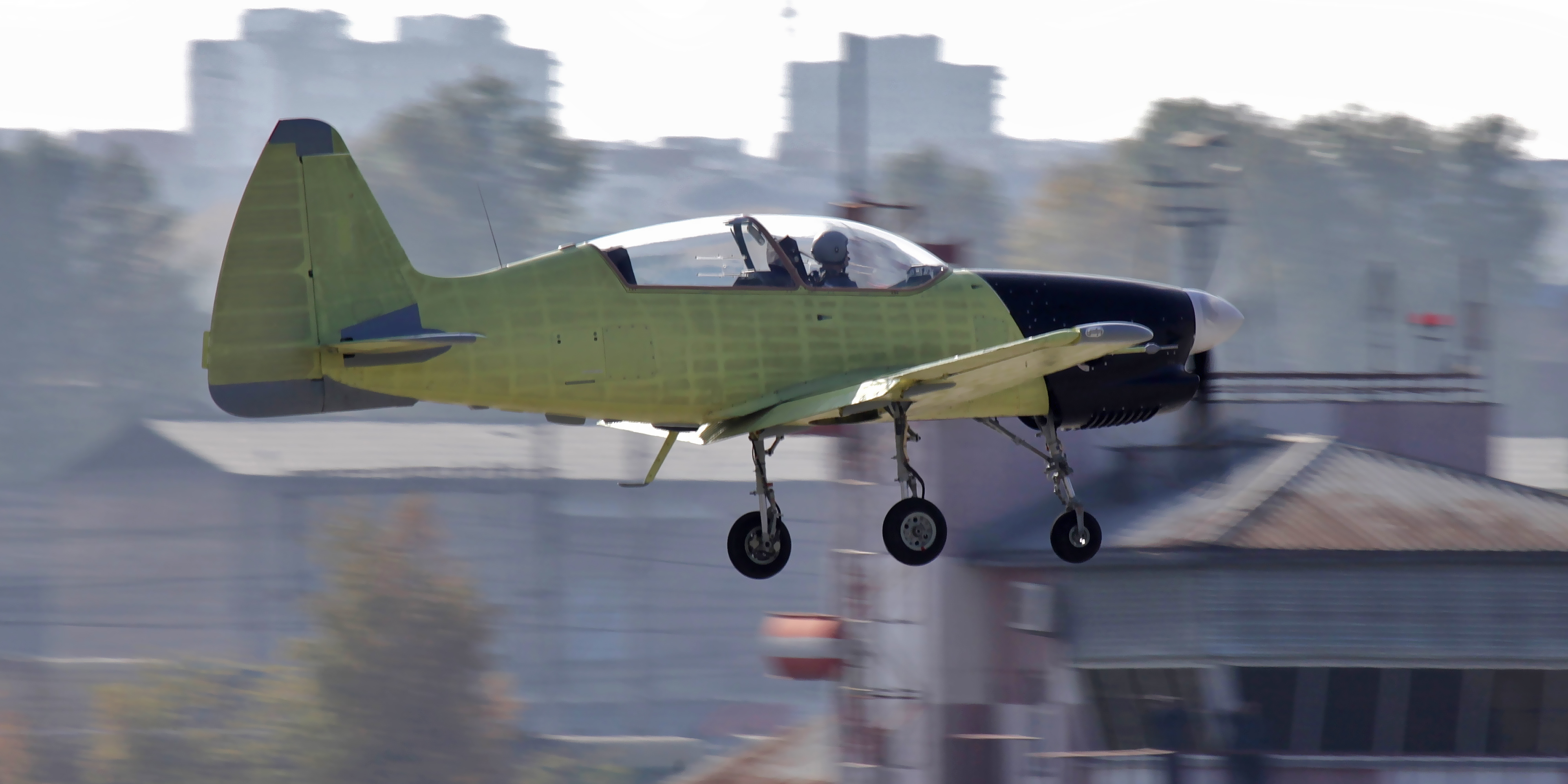
Первый полёт самолёта Як-152

Самолёт представляет собой одномоторный двухместный моноплан с низкорасположенным крылом и убирающимся трёхопорным шасси с носовым колесом. Планер Як-152 цельнометаллический за исключением рулевых поверхностей, которые изготавливаются из композиционных материалов..
Фюзеляж — цельнометаллический полумонокок, усиленный четырьмя лонжеронами.
Крыло крепится к фюзеляжу в четырёх точках, расположенных на лонжероне и задней стенке. Для улучшения взлётно-посадочных характеристик неразъёмное однолонжеронное крыло снабжено выдвижными закрылками и элеронами.
Шасси - трёхопорное убирающееся с передней стойкой. Конструкция шасси с колёсами низкого давления и небольшая длина разбега при взлёте и пробега при посадке обеспечивают надёжную эксплуатацию самолёта на грунтовых аэродромах. Выпуск и уборка шасси производится с помощью электроприводов, а торможение помощью гидравлической системы.
На самолёт устанавливается 12-цилиндровый дизельный двигатель RED A03T V12 взлётной мощностью 500 л. с. с трёхлопастным винтом изменяемого шага MTV-9. Двигатель работает на авиационном керосине. Силовая установка может эксплуатироваться с перегрузками +9/-7 g.
Бортовое оборудование - рассчитано на практическое обучение базовым навыкам пилотирования современных самолётов. Акцент делается на элементах управления и работе с навигационными приборами. Также имеется оборудование для прицеливания и радиосвязи. Бортовое оборудование позволяет эксплуатировать самолёт в сложных метеорологических условиях.
В двухместной кабине пилоты располагаются по схеме «тандем»: переднее место предназначено для курсанта, заднее — для инструктора. Самолёт может пилотироваться одним из членов экипажа как из первой, так и из второй кабины. Управление самолётом осуществляется центральной ручкой, вся полётная информация выводится на два жидкокристаллических индикатора. Для обеспечения безопасного покидания самолёта в случае аварийных ситуаций в кабине установлена система катапультирования СКС-94М.
Календарный срок эксплуатации — 30 лет.

## Производство
Идёт подготовка к серийному производству.

### Заказы
Минобороны России летом 2016 года планировало заказать 150 машин;
ДОСААФ России планировало закупить 105 самолётов до 2020 года.
Первый контракт с Иркутским заводом на поставку первых трёх самолётов должен был быть подписан в 2017 году.
ДОСААФ Республики Беларусь заключило рамочный договор на поставку Як-152 для своих структур, количество самолётов не уточняется.
При этом никаких твёрдых контрактов заключено не было.

## Лётно-технические характеристики
| Основные ЛХТ                            | УТС Як-152                              |
| --------------------------------------- | --------------------------------------- |

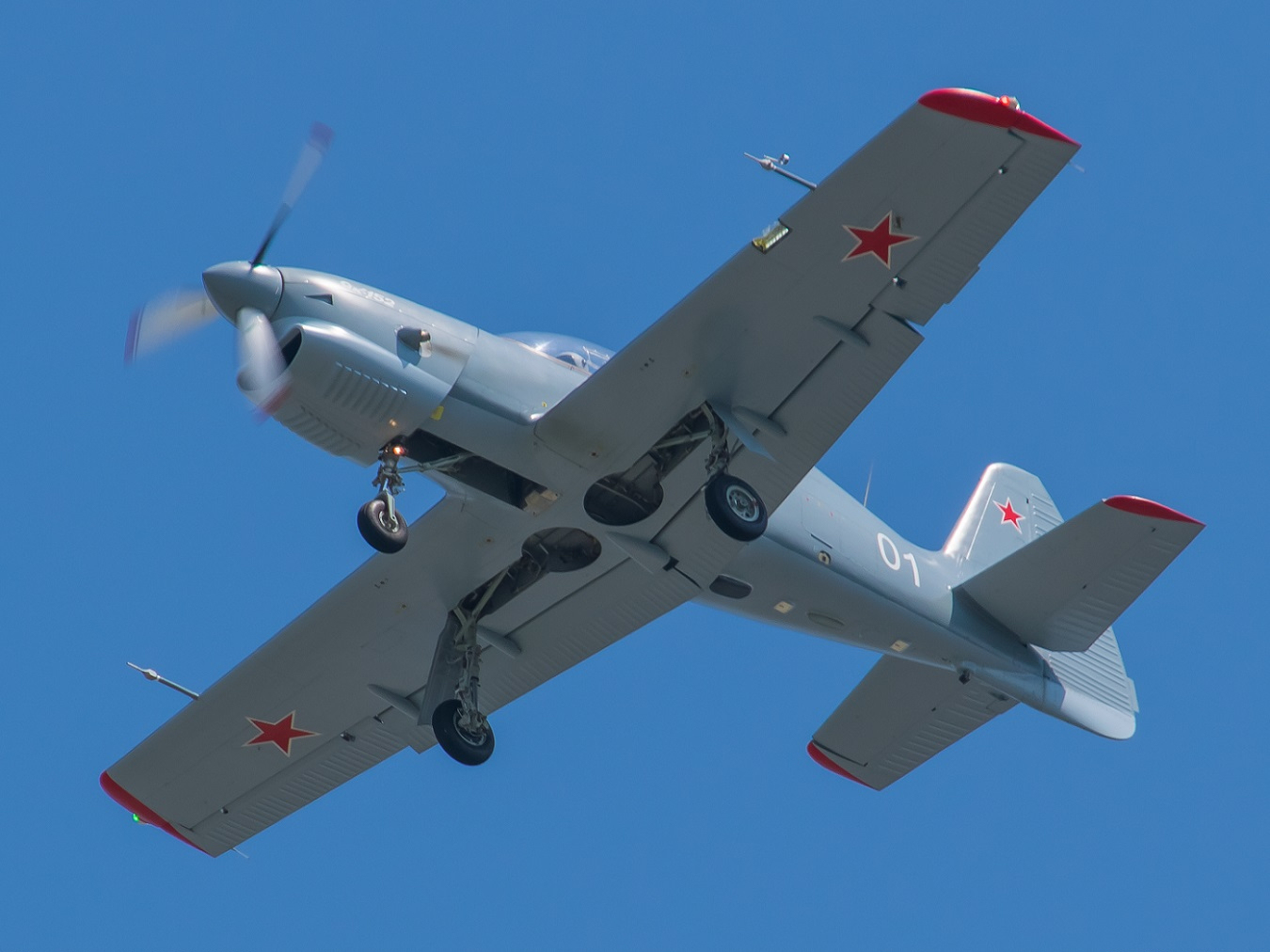
Як-152 в полёте, Иркутск, 2017

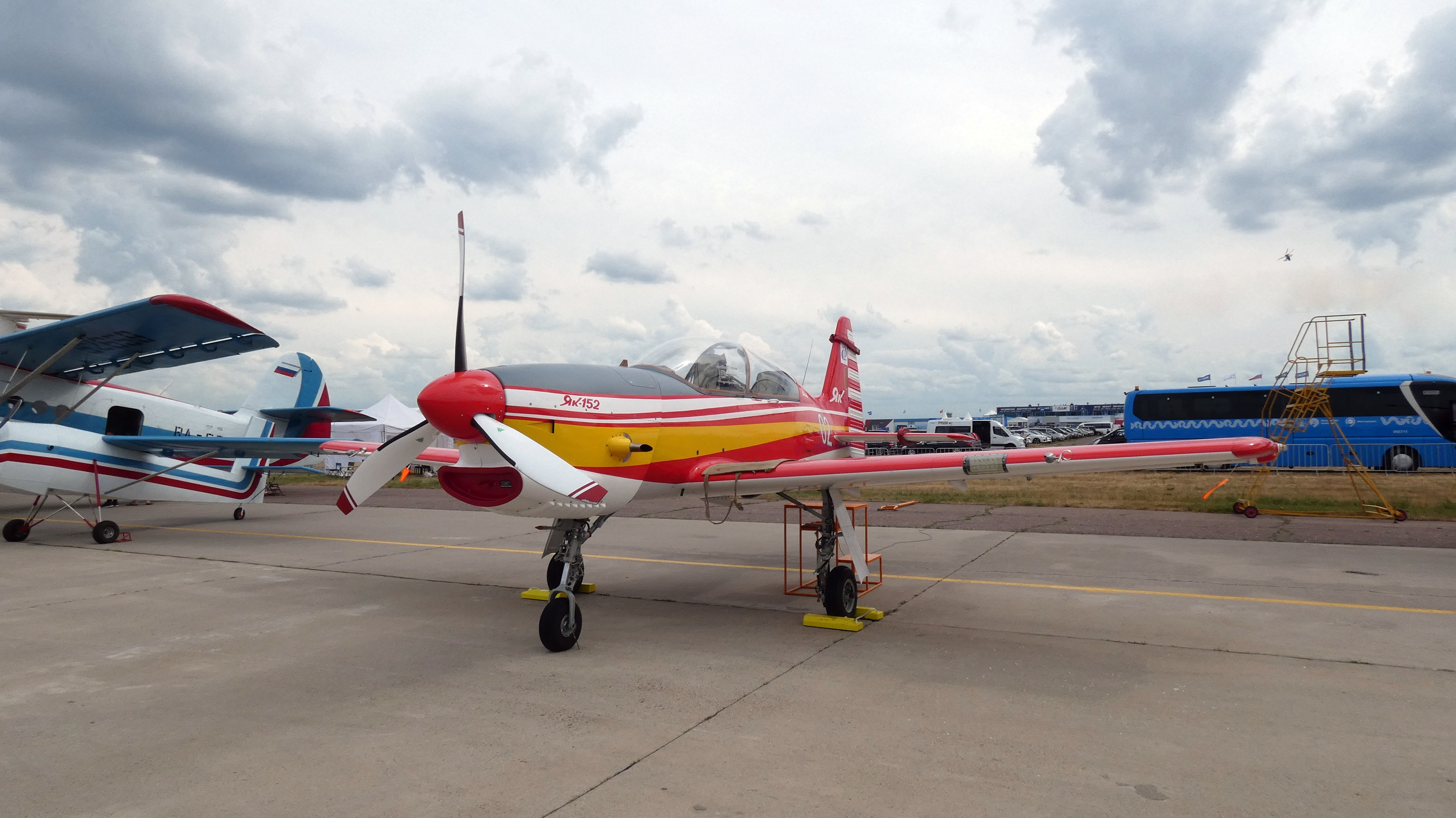
Як-152 на авиасалоне МАКС-2021

| Тип двигателя, кол-во х мощность, л. с. | Поршневой дизельный V12 RED A03T 1х 500 |
| Расположение экипажа                    | тандем                                  |
| Макс. взлётный вес, кг                  | 1480                                    |
| Макс. запас топлива, кг                 | 200                                     |
| Макс. нагрузка, кг                      | 550                                     |
| Макс. скорость, км/ч                    | 500                                     |
| Крейсерская скорость, км/ч              | 380                                     |
| Посадочная скорость, км/ч               | 145                                     |
| Скороподъёмность, м/с                   | 11                                      |
| Практический потолок, м                 | 4000                                    |
| Макс. дальность полёта, км              | 1500                                    |
| Макс. эксплуатационная перегрузка, ед.  | +9/-7                                   |
| Длина разбега/пробега, м                | 300/450                                 |
| Время виража на 1000 м, сек             | 13                                      |
| Геометрические размеры                  |                                         |
| Длина, мм                               | 7220                                    |
| Высота, мм                              | 2470                                    |
| Размах крыла, мм                        | 8800                                    |
| Диам. винта, мм                         | 2500 (2400)[уточнить]                   |